# Defensa personal

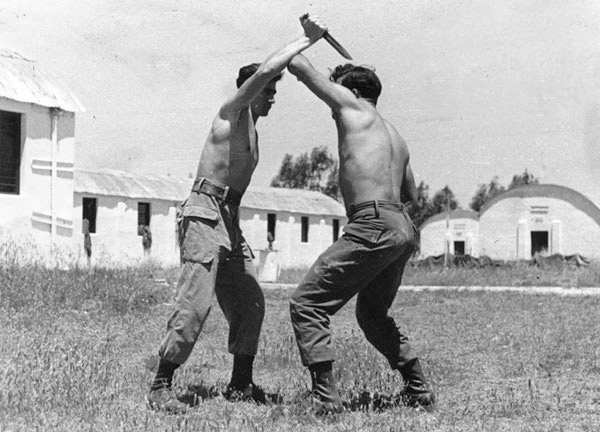
Entrenamiento de Krav Maga, uno de los métodos modernos de defensa personal.

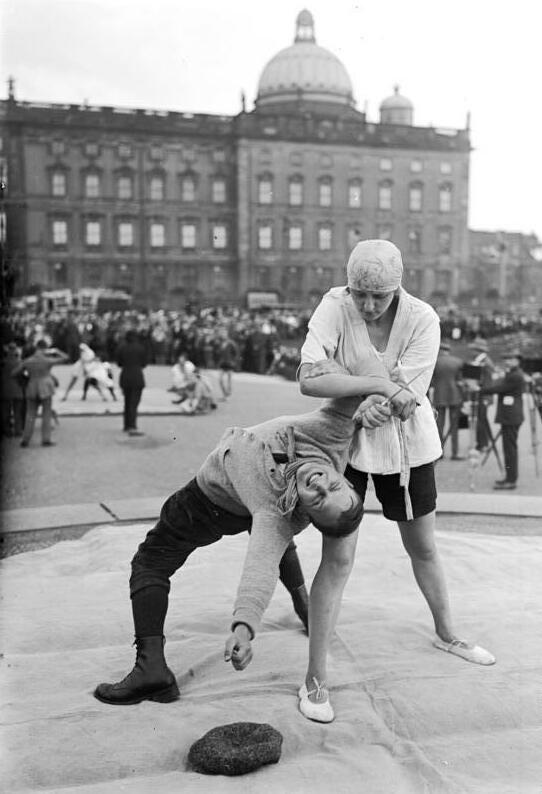
Demostración de Jūjutsu, defendiéndose contra un ataque con arma blanca. Berlín, 1924.

La defensa personal es un conjunto de habilidades técnico-tácticas encaminadas a impedir o repeler una agresión, realizadas por uno mismo y para sí mismo.
También recibe otras denominaciones como autoprotección o seguridad personal, no obstante estos conceptos tienen un ámbito mayor, donde destaca fundamentalmente el componente preventivo.

## Historia

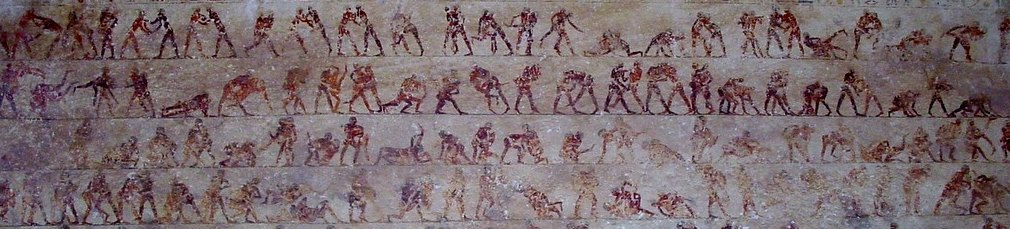
Escenas de lucha en las tumbas de Beni Hassan (Egipto)

La historia de la lucha cuerpo a cuerpo se remonta a los orígenes de la humanidad, como expresión de la rivalidad natural. De hecho, la lucha por la supervivencia es anterior al hombre (ej: animales).

## Tipos de defensa personal
La defensa personal puede ser genérica o especializada (femenina, infantil, etc), resultando más eficaz cuanto más adaptada esté a las necesidades propias de cada persona, atendiendo a sus características, al tipo de agresiones que pueden sufrir con mayor frecuencia, etc.

## Características de la defensa personal
Las habilidades técnico-tácticas de la defensa personal deben ser eficaces para conseguir el objetivo de evitar o repeler la agresión.
Pueden utilizarse todo tipo de recursos disponibles sin más límite que el marcado por la legislación. Resultando, de este modo, una materia multidisciplinar que contiene habilidades de las diversas artes marciales y militares, de los deportes de contacto y lucha, de otros tipos de lucha poco ortodoxas como la pelea callejera, así como de habilidades verbales.
La defensa personal está formada por habilidades técnico-tácticas tanto defensivas como ofensivas y, cuando es posible, debe aplicarse anticipándose al desarrollo de la acción atacante del agresor. 
- “Defenderse” no siempre consiste en utilizar solo habilidades "defensivas" que no mermen la capacidad atacante y continua de los agresores (en condiciones de superioridad física o/y numérica) esperando a que rehusen por fatiga o autolesión. En la realidad, conseguir defenderse así resulta muy poco probable, incluso para un experto.

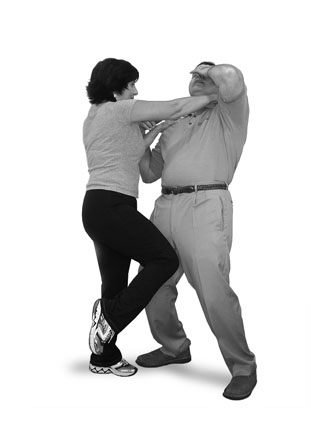

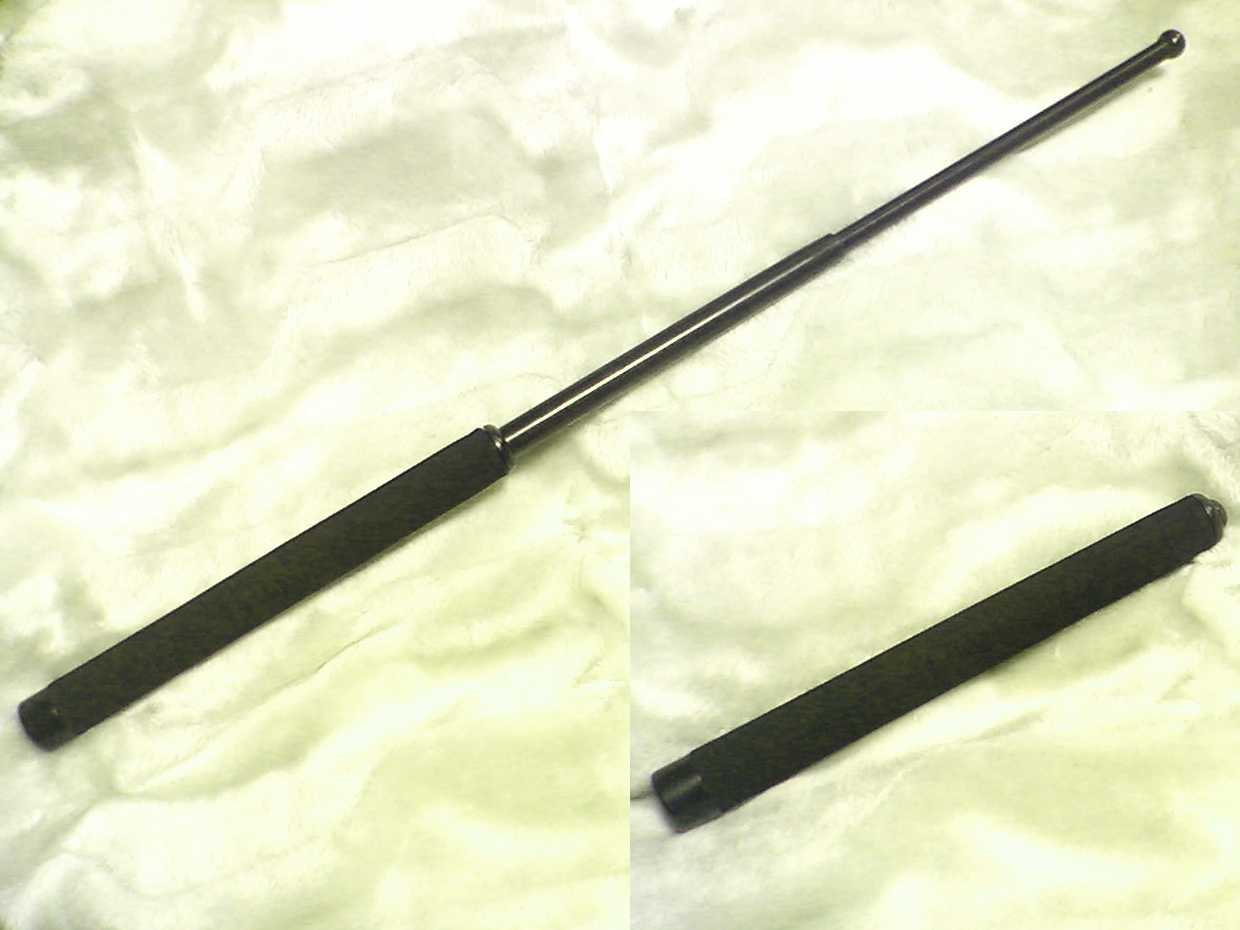
Bastón telescópico de seguridad de acero (venta al público). Japón, 2009.

- “Defenderse” no siempre consiste en esperar a que se produzca la agresión, en ocasiones es recomendable anticiparse cuando la agresión es inminente. Si esperamos a que nos golpeen, apuñalen o disparen… posiblemente ya no podremos defendernos.

## Fundamentos
La defensa física es siempre el último recurso y exclusivamente frente a agresiones de tipo físico.
El recurso más efectivo es siempre evitar el enfrentamiento, especialmente aquel que conlleva la agresión física, dado que el resultado de todo enfrentamiento es incierto (contusiones fortuitas, armas ocultas, cómplices no detectados...). Aunque es legítima la defensa de nuestros derechos, tales como mantener nuestro honor y patrimonio, resulta más importante evitar poner en riesgo la vida. No obstante, cuando no hay otra solución mejor, se debe afrontar con decisión. 
El "factor sorpresa" es un recurso táctico fundamental que debemos tener de nuestra parte.
A mayor distancia del agresor y de cuanta más movilidad dispongamos mayor seguridad. Hay situaciones de las que es muy difícil, o imposible, escapar (ej: atados,...), por lo que no es recomendable permitir que se vaya complicando (excepto cuando la situación ya es compleja en inicio y estamos utilizando alguna táctica de distracción para sorprender al agresor).
Debemos utilizar cualquier recurso disponible que resulte efectivo: correr, gritar, utilizar objetos como armas, etc.
La destreza en la defensa personal depende del grado de práctica continuada, de su contenido y de las limitaciones personales.
La aplicación real de las habilidades asimiladas se llevará a cabo, generalmente, en circunstancias estresantes, por lo que requiere del suficiente hábito práctico como para que se ejecute como un acto reflejo.

## Aspectos legales
La defensa debe ejercerse dentro del marco legal establecido por la legítima defensa.
Código penal (España) art. 20 (Ley Orgánica 10/1995, de 23 de noviembre, del Código Penal)
4º. El que obre en defensa de la persona o derechos propios o ajenos, siempre que concurran los requisitos siguientes:
Primero. Agresión ilegítima. En caso de defensa de los bienes se reputará agresión ilegítima el ataque a los mismos que constituya delito o falta y los ponga en grave peligro de deterioro o pérdida inminentes. En caso de defensa de la morada o sus dependencias, se reputará agresión ilegítima la entrada indebida en aquella o estas.
Segundo. Necesidad racional del medio empleado para impedirla o repelerla.
Tercero. Falta de provocación suficiente por parte del defensor.
5º. El que, en estado de necesidad, para evitar un mal propio o ajeno lesione un bien jurídico de otra persona o infrinja un deber, siempre que concurran los siguientes requisitos:
Primero. Que el mal causado no sea mayor que el que se trate de evitar.
Segundo. Que la situación de necesidad no haya sido provocada intencionadamente por el sujeto.
Tercero. Que el necesitado no tenga, por su oficio o cargo, obligación de sacrificarse.
6º. El que obre impulsado por miedo insuperable.
7º. El que obre en cumplimiento de un deber o en el ejercicio legítimo de un derecho, oficio o cargo."

## Interacción con el agresor

### El miedo: fisiología y psicología
"El miedo solo tiene un objetivo: tu supervivencia"
El miedo es la reacción física y psicológica a la "consciencia" de un peligro:
- Puedo no tener miedo, aunque he estado ante un verdadero peligro, o
- Tener miedo, aunque el peligro no sea real (esté solo en mi pensamiento)
El miedo desencadenará la reacción fisiológica (taquicardia, hiperventilación y sensación de ahogo, mareo, midriasis, relajación de esfínteres, dificultad para pensar, temblores, pérdida de la motricidad fina,...)
El miedo psicológico nos genera “pensamientos” de desenlaces negativos (“me va a matar, no voy a poder”,...). El miedo es normal, nos protege de peligros, pero también nos impide hacer cosas que "necesitamos" hacer.
Reacciones frente al miedo:
- Ataque
- Huida
- Bloqueo / Paralización (o sumisión)

### Guerra psicológica
El agresor utiliza la estrategia del ataque psicológico con el objetivo de que su tarea resulte lo más fácil posible (la víctima ofrezca la mínima resistencia).
Los recursos que utiliza para este fin son: aspecto, gestos intimidantes, gritos, insultos, amenazas, empujones, mostrar un arma,...

### Bloqueo mental
El bloqueo mental consiste en la pérdida de la capacidad de decidir y de reaccionar.
Se produce porque el cerebro entra en un proceso de duda provocado por el miedo. El cerebro "duda" sobre:
- lo que hay que hacer (¿qué hago?)
- sus propias habilidades (¿seguro que funcionará?)
En resumen, el objetivo del agresor es provocarle miedo a la víctima, haciéndole dudar, de tal forma que su mente se bloquee  (“no puedo”, “me va a matar”, “mi defensa no tendrá efecto")

### Gestionar el miedo y vencer la guerra psicológica
1º Comprende que las reacciones fisiológicas del miedo (taquicardia,...) son normales y nos ayudan a sobrevivir. No se pueden evitar (podemos mínimizarlas mediante el hábito).
2º Comprende que la estrategia del agresor es "provocar miedo" para que la víctima no ofrezca resistencia (autoconvenciéndose de que no puede vencerle)
3º Mantén tu mente ocupada en buscar una solución y centrándote en sus puntos débiles y tus fortalezas (no dejes que tu mente divague, siempre vendrán pensamientos catastrofistas).
4º Activa tu "actitud de supervivencia". Para ello piensa en tu mayor motivación para seguir viviendo.

### Intentar una solución diplomática
Un buen "negociador" es capaz de conseguir su objetivo incluso en las situaciones más inverosímiles. No obstante, no siempre es posible.
Consejos durante la negociación con el agresor:
- Mantener la distancia y no bajar la guardia (manos cerca del rostro disimuladamente, cabeza ligeramente agachada, un pie retrasado)
- Descubrir sus intereses subyacentes ("¿Qué quieres?" ¿Lo que dice es acorde con cómo se comporta? Sigue acercándose…)
- No negarle rotundamente (aunque no pienses aceptar sus exigencias)
- Pre-establecer tus límites (debes saberlos de antemano, para reaccionar instantáneamente en el momento que los identifiques). Por ejemplo, si estableces que, bajo ningún concepto, aceptarás que te trasladen a otro lugar (más solitario e íntimo), cuando veas que te van a forzar a hacerlo (sobrepasar tu límite) será "la señal" que te indique que ha llegado el momento límite para reaccionar. Por supuesto, cada situación se desarrolla en circunstancias diferentes que siempre hay que valorar.
- Si no funciona, no insistas
- Atacar (o escapar) por sorpresa

## Técnicas

### Posición de guardia
Posición corporal que nos permite reaccionar eficazmente en el menor tiempo posible, manteniendo el equilibrio y procurando reducir las zonas vulnerables expuestas ante un ataque inminente.

#### Extremidades inferiores
- Pierna dominante retrasada, separadas a una distancia del ancho de los hombros aproximadamente, ambos pies en dirección oblicua y en alineación dedo-talón. Esta posición permite un buen equilibrio y movilidad, un buen posicionamiento del cuerpo, así como buena fuerza y alcance con ambas extremidades, lo que facilita la defensa.

#### Extremidades superiores
- Manos abiertas o semiabiertas cerca del rostro

#### Cabeza y tronco
- Cabeza ligeramente agachada
- Tronco ligeramente ladeado

### Desplazamientos
Cambio de posición del cuerpo en el espacio de forma rápida y segura.
El objetivo principal es posicionarse fuera de la distancia efectiva de ataque del agresor. También nos permite posicionarnos en distancias o ángulos que resulten más favorables para nuestra acción técnico-táctica defensiva.

### Esquivas y bloqueos
Consiste en evitar que el ataque del agresor alcance su objetivo o, al menos, minimizar sus efectos.
Puede llevarse a cabo desviando la trayectoria del ataque del agresor, o moviendo el objetivo de su ataque fuera de su alcance o trayectoria, o bien, interponiendo algún elemento entre el ataque y el objetivo.

### Golpes
Consiste en percutar sobre una zona del cuerpo del agresor con el objetivo de provocar una sensación dolorosa.

#### Cabeza
- Frontal
- Posterior
- Lateral

#### Extremidades superiores
- Golpe de palma (circular, frontal)
- Golpe de reverso de palma
- Golpe de canto de mano
- Golpe de dedos (en "látigazo")
- Golpe de mano en "horquilla"
- Golpe de articulaciones interfalángicas
- Golpe de puño (varias formas: directo, circular, descendente,...)
Genitales
- Golpe de reverso de puño
- Golpe de codo

#### Extremidades inferiores
No es recomendable elevar demasiado la extremidad inferior por el riesgo de perder el equilibrio y caer al suelo, o bien ser derribado por el oponente.
- Pisotón
- Patada ascendente
- Patada frontal
- Patada frontal oblicua
- Patada circular baja
- Patada lateral
- Patada hacia atrás, o posterior
- Golpe de rodilla, ascendente o circular

### Presiones
Consiste en hacer presión, normalmente sobre tejidos blandos, con el objetivo de provocar dolor.
- Mordida
- Presión con dedos (1, 2,...5)
- Agarre
- Pellizco

### "Luxaciones articulares" (o "llaves")
Consiste en la aplicación de una tensión externa sobre una articulación forzando o superando los límites de su amplitud normal con el objetivo de provocar una sensación dolorosa.

### Derribos
Consisten en provocar la caída del agresor al suelo, procurando mantenerse en pie la persona que se defiende.

### Estrangulaciones
Sirven para mermar la capacidad ofensiva del agresor ya que dificultan la respiración o el flujo sanguíneo al cerebro

### Técnicas en el suelo
El suelo es el lugar a evitar, debido a que limita la movilidad y velocidad de desplazamiento, por lo tanto aumentará el tiempo necesario para poder escapar así como para poder enfrentarse eficazmente a más de un agresor.
El objetivo defensivo en el suelo será, por tanto, levantarse lo antes posible.

### Zonas de ataque
Las zonas de ataque primarias (o de 1.ª elección) son aquellas que sean más sensibles al dolor y que actuando sobre ellas, a mano vacía o con un objeto, incapaciten temporalmente a cualquier tipo de agresor, independientemente de su masa muscular (p. ej: ojos, garganta, entrepierna). El resto de zonas (nariz, mentón, abdomen, costillas, muslo, articulaciones,...) también pueden resultar efectivas dependiendo del tipo de agresor, por lo que son secundarias (o de 2ª elección).

### Objetos
Se pueden utilizar cualquier tipo de objetos que tengamos a nuestro alcance con el objetivo de aumentar nuestro potencial defensivo.
Los objetos utilizados como instrumentos de defensa así como el uso que se haga de ellos deberán cumplir con la normativa legal.